# Radio Disney
Radio Disney var en radiostation i USA åren 1996-2021. Stationen tillhöde Walt Disney Company och spelade bland annat låtar från Disney Channel-produktioner. Radiostationen lanserades den 18 november 1996 i Minneapolis, Atlanta, Salt Lake City och Birmingham, Alabama sände för sista gången den 14 april 2021 när sändaren i Los Angeles övergick till en annan kanal.

## Radio Disney Slogans
- "We're All Ears!" (1996–2000)
- "Music and Prizes That Rock!" (2000–2001)
- "Your Music, Your Way!" (2001–2021)